# Roser agrest
El roser agrest (Rosa agrestis) és un arbust de la família de les rosàcies. També rep el nom de gavarrera agresta.

## Descripció
Pot mesurar entre 0,5 i 3 metres d'alçada. Les seves branques tenen un to vermellós i estan recoberts d'agullons.
Les seves fulles són compostes amb 5-7 folíols, d'1 a 3 cm, ovalats i dentats.
Les flors mesuren entre 2 i 4 cm. Acostumen a ser de color blanc, tot i que rarament tenen un color rosa pàl·lid. Apareixen solitàries o petits grups, sostingudes per pedicel·les llargs, sense pèls, glandulosos, formats per 5 pètals i 5 sèpals reflexos. Aquestes flors acostumen a caducar durant el període de fructificació. La floració té lloc entre els mesos maig i juliol.
Els fruits tenen forma ovalada i són de color vermell viu.

## Distribució i hàbitat
Es distribueix per la zona mediterrània meridional. Acostuma a créixer en zones de bardisses, alzinars i màquies.
A Catalunya la podem trobar a gairebé tot el territori, entre els 0 i els 1.600 metres d'altitud. Més rarament fins als 1.800 metres.